# Backa HK
Backa Handbollsklubb (Backa HK), "Backa HK Sharks", är en handbollsklubb från stadsdelen Backa i Göteborg, ursprungligen bildad 1944 som IK Skälltorp. Klubben bytte sedan namn till IK Götadal. 1999 slogs klubben ihop med IK Wegas handbollssektion och bytte namn till Backa HK. Klubben har drygt 400 medlemmar. Säsongen 2023/2024 spelar både damlaget och herrlaget i Division 2 Väst.

## Historia
Till en början spelades bara fotboll men lite senare tillkom handboll och under en kortare period även bordtennis. Under 1970-talet övergick klubben till att bli en renodlad handbollsklubb.
Herrlaget spelade säsongen 2017/2018 i Division 1 Södra.

## Spelare i urval
- David Florander
- Daniela Gustin
- Viktor Rhodin